# Georg Heinrich Mylius

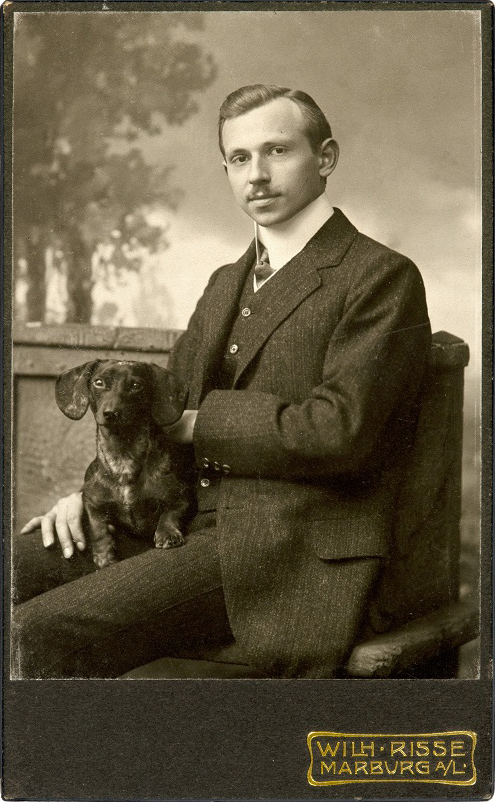
Georg Heinrich Mylius im Alter von 24 Jahren als Student in Marburg

Georg Heinrich Mylius (* 29. Juli 1884 in Freiberg, Sachsen; † 10. Mai 1979 in Dresden) war ein deutscher Pharmazeut und Industrieapotheker. Er wurde als Amateur-Fotograf bekannt durch seine frühen Farbfotografien, die er 1911 während seines Studiums in Marburg anfertigte.

## Leben
Georg Mylius wurde 1884 als Sohn des Apothekers Ernst Mylius (1846–1929) geboren und evangelisch-lutherisch getauft. 1902 begann er seine pharmazeutische Ausbildung in der väterlichen Engel-Apotheke in Leipzig. 1905 machte er sein pharmazeutisches Vorexamen und studierte von 1906 bis 1908 an der Universität Marburg. Nach dem pharmazeutischen Staatsexamen 1908 promovierte Mylius 1912 am Botanischen Institut der Universität bei dem Apotheker und Botaniker Arthur Meyer (1850–1922) zum Dr. phil. Im selben Jahr erfolgte die Approbation als Apotheker.
Bis 1914 war Mylius in verschiedenen Apotheken tätig. Im September 1914 trat er in die Kosmetik-Firma von Dr. Tetzner in Altona-Ottensen ein, die diverse kosmetische Präparate, Parfüme, Seifen, Zahncremes und andere Drogerieartikel herstellte. 1927 schied er aus der Firma aus und war 1928/29 in einer Apotheke in Kirchen an der Sieg tätig, wo er ein Homöopathisches Zentrallabor aufbaute. 1929 wechselte er als Betriebsleiter zur Leo-Werke GmbH in Dresden, wo er bis zu seiner Pensionierung 1958 arbeitete.
Georg Mylius hatte sich schon früh und dann sein Leben lang für die Geschichte seiner Familie interessiert. Ab 1916 war er für 55 Jahre ihr Archivar und wirkte von 1918 bis 1943 als Schriftführer der Mitteilungen des Verbandes der Familie Mylius-Schleiz. Er starb 1979 mit Alter von 95 Jahren.

## Amateur-Fotograf
Während seiner Promotionszeit machte Georg Mylius im Frühjahr und Oktober 1911 Farbfotografien von Motiven in Marburg und der näheren Umgebung. Dazu nutze er das damals neuartige Autochrome-Verfahren, das erst vier Jahre zuvor durch die Brüder Lumière auf den Markt gekommen war. 24 dieser Aufnahmen wurden von Gottlieb Braun (1876–1953), Inhaber des Marburger Verlags N. G. Elwert und selbst begeisterter Fotograf, ab 1912 als Postkarten im Dreifarbendruck herausgegeben. Die Höhe der Auflage schwankte je nach Motiv zwischen 300 und 4000 Stück. Mylius’ Autochrome zogen nicht nur lokales Interesse auf sich, sondern fanden auch in Fachkreisen Anerkennung. So wurden 1913 in Westermanns Monatsheften in dem Aufsatz „Marburg an der Lahn“ zwei seiner Farbaufnahmen abgedruckt. Für das Druckwerk Farbenphotographie. Eine Sammlung von 100 Aufnahmen in natürlichen Farben, das 1912/13 in Leipzig herausgegeben wurde, wurden 60 Aufnahmen aus über 5000 Einsendungen ausgewählt, darunter eine von Georg Mylius.
Neben den Bildern aus seiner Marburger Zeit gibt es noch weitere Farbaufnahmen, etwa eine Luftaufnahme von Bremen von 1912, die während einer Ballonfahrt von Marburg nach Bremervörde entstand sowie einige Bilder aus Schweden und Potsdam.

### Rezeption
1975 schenkte Georg Mylius 86 Autochrome-Glasplatten im Format 9 × 12 cm dem Hessischen Staatsarchiv Marburg. 2018 wurden sie an das Deutsche Dokumentationszentrum für Kunstgeschichte – Bildarchiv Foto Marburg (DDK) zur dauerhaften Aufbewahrung übergeben. Dort wurden sie hochauflösend digitalisiert. Sie sind die ältesten Farbfotografien der Stadt Marburg.
In einem Brief, den er an seinen Sohn Horst Gering Mylius ein Jahr vor seinem Tod schrieb, vermerkte er über seine Promotionszeit: „Ich war damals in Marburg nicht ganz unbekannt durch 24 Farbfotografien, die ich als Postkarten veröffentlicht hatte. Die Farbenfotografie war ja damals etwas sensationelles Neues [...]: das Lumièreverfahren, Farbfilm gab es noch nicht.“
Die Ausstellung „Etwas sensationell Neues – Marburg um 1910 in Farbfotografien von Georg Mylius“ zeigt die Aufnahmen im Staatsarchiv in Marburg vom 27. Juni 2019 bis 5. Februar 2020.

## Schriften
- Das Polyderm. Eine Vergleichende Untersuchung über die physiologischen Scheiden Polyderm, Periderm und Endodermis. Dissertation 1912.